# 埃松河畔布蒂尼
埃松河畔布蒂尼（法語：Boutigny-sur-Essonne，法語發音：[butiɲi syʁ ɛsɔn] ⓘ）是法国法兰西岛大区埃松省的一个市镇，属于埃唐普区。

## 地理
埃松河畔布蒂尼（48°26'9"N, 2°22'39"E）面积16.2 平方千米，位于法国法蘭西島大區埃松省，该省份为法国北部内陆省份，北起上塞纳省和马恩河谷省，西接厄尔-卢瓦省和伊夫林省，南至卢瓦雷省，东临塞纳-马恩省。
与埃松河畔布蒂尼接壤的市镇（或旧市镇、城区）包括：埃松河畔吉涅维尔、埃松河畔库尔迪芒什、迈斯、米伊拉福雷、埃科勒河畔穆瓦尼、埃松河畔韦尔、维代勒。

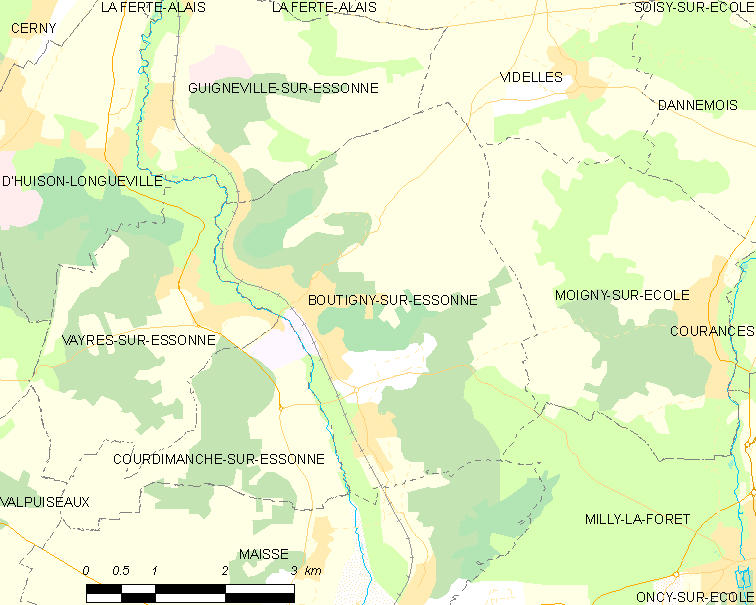
埃松河畔布蒂尼的OSM定位图

埃松河畔布蒂尼的时区为UTC+01:00、UTC+02:00（夏令时）。

## 行政
埃松河畔布蒂尼的邮政编码为91820，INSEE市镇编码为91099。

## 政治
埃松河畔布蒂尼所属的省级选区为梅讷西县。

## 人口

1962-2008年间埃松河畔布蒂尼人口变化图示

埃松河畔布蒂尼于2022年1月1日时的人口数量为3048人。